# Альярди, Федерико
Федери́ко Алья́рди (итал. Federico Agliardi, родился 11 февраля 1983) — итальянский футболист, играл на позиции вратаря.

## Карьера
Альярди начал карьеру в команде из своего родного города, «Брешиа», а дебютировал в составе «Козенцы» из Серии B в 2002/03 сезоне. Он дебютировал в Серии А 8 ноября 2003 года в составе «Брешии» в матче лиги против «Болоньи».
Альярди подписал контракт с «Палермо» в январе 2006 года, его обменяли на Николу Сантони (50 % прав), Федерико быстро стал первым голкипером команды. В сделке Альярди был оценён в € 4 млн, а половина прав на Сантони — в € 1 млн. После перехода в «Палермо» Альярди перестали вызывать в молодёжную сборную.
17 сентября 2006 года Альярди и его товарищ по команде Давид Ди Микеле помогли «орлам» добиться победы со счётом 2:1 над «Лацио» в Риме. В конце первого тайма Альярди отбил удары Кристиана Ледесмы, Стефано Маури (дважды), Кристиана Манфредини, Горана Пандева (с добивания после удара Манфредини) и Массимо Оддо. Ранее, на 10-й и 38-й минутах соответственно Ди Микеле забил по голу за «Палермо». «Лацио» усилиями Томмазо Рокки провело гол престижа на 73-й минуте. В результате «Палермо» поднялось на второе место в Серии А после соседей «Лацио», «Ромы», которая лидировала лишь благодаря разнице мячей. Этому матчу предшествовал ряд менее удачных игр, в том числе сицилийское дерби против «Катании», где, несмотря на победу «Палермо» со счётом 5:3, Альярди был раскритикован. Тем не менее, в конечном счете он стал очень важным игроком «Палермо», будучи вторым голкипером после ветерана Альберто Фонтаны, который оставался основным вратарём команды и в сезоне 2007/08.
После приобретения клубом игрока сборной, Марко Амелии, из «Ливорно», Альярди потерял надежду стать первым вратарём команды. Следовательно, в июле 2008 года «Палермо» сдало Альярди в аренду клубу Серии B, «Римини».
17 июля 2009 года он перешёл в клуб Серии B, «Падову», на правах свободного агента. «Палермо» решило разорвать контракт с игроком на год раньше.
14 июля 2011 года Альярди присоединился к клубу Серии A, «Болонье», вместе с Хосе Анхелем Креспо и Даниэле Вантаджиато. Клуб перед началом сезона сдал в аренду первого вратаря, Эмилиано Вивиано, однако Альярди не удалось выиграть конкуренцию у Жана-Франсуа Жилле, бельгийский голкипер играл большую часть матчей.
31 января 2014 года был отдан в аренду «Чезене» из Серии B.
После банкротства «Чезены» в 2018 году Альярди покинул клуб. В период с июня по октябрь 2018 года он тренировался с «Сантарканджело», куда также отправился его партнёр по команде Эммануэль Кашоне. 9 октября 2018 года Альярди вернулся в «Чезену» (оказалась в Серии D), подписав контракт до июня 2019 года.
В сезоне 2020/21 он играл за «Лумедзане», в конце сезона он ушёл со спорта.
Признавался лучшим вратарём мемориала Ежека 2000 года.